# Lưu Phiên
Lưu Phiên (chữ Hán: 刘籓 hay 藩, ? – 412), người huyện Bái, nước Bái , tướng lãnh Bắc phủ binh cuối đời Đông Tấn.

## Cuộc đời và sự nghiệp
Phiên là em họ của Kinh Châu thứ sử Lưu Nghị. Năm Nguyên Hưng thứ 3 (402), Phiên cùng Nghị theo Lưu Dụ khởi binh phản kháng Hoàn Huyền , nhờ công được nhận chức Duyện Châu thứ sử.
Năm Nghĩa Hi thứ 5 (409), Phiên tham gia chiến dịch bắc phạt Nam Yên của Lưu Dụ. Khi quân Tấn đánh thành Lâm Cù, Phiên cùng bọn Lưu Kính Tuyên giao chiến kịch liệt với quân Yên ở phía nam thành, tạo điều kiện cho bọn Đàn Thiều, Hồ Phiên tập kích chiếm được thành .
Sau khi diệt Yên, Phiên theo Lưu Dụ đưa quân quay về trấn áp khởi nghĩa Lư Tuần; đến tháng 10 ÂL cùng năm, ông cùng bọn Đàn Thiều lại theo Dụ soái thủy quân, xuất phát từ Kiến Khang, đuổi theo nghĩa quân . Tháng 2 ÂL năm thứ 7 (411), Phiên cùng bọn Mạnh Hoài Ngọc đánh hạ Thủy Hưng, giết chết tướng lãnh nghĩa quân là Từ Đạo Phúc .
Năm thứ 8 (412), Lưu Nghị được thay Lưu Đạo Quy làm Kinh Châu thứ sử, chưa được lâu thì xưng bệnh, thỉnh cầu triều đình điều Phiên làm phó cho mình. Lưu Dụ vờ đồng ý, nhưng đã hạ quyết tâm trừ Nghị; vào tháng 9 ÂL, gọi Phiên vào triều. Phiên và Thượng thư bộc xạ Tạ Hỗn bị cáo buộc cùng Nghị mưu phản, bị tống giam, rồi bị ban chết trong ngục .

## Khảo chứng
1. ^  Tống thư quyển 1, Bản kỷ 1 – Vũ đế kỷ thượng: Ngày sóc Kỷ sửu tháng 2 năm (Nguyên Hưng) thứ 3, giờ Ất mão, Cao Tổ nói thác là săn bắn, cùng bọn Vô Kỵ tập hợp nghĩa đồ, đồng mưu gồm có Vô Kỵ, Ngụy Vịnh Chi, em Vịnh Chi là Hân Chi, Thuận Chi, Đàn Bằng Chi, cháu họ Bằng Chi là Thiều, em Thiều là Chi, Long, Đạo Tế, anh họ Đạo Tế là Phạm Chi, em Cao Tổ là Đạo Liên, Lưu Nghị, em họ Nghị là Phiên, Mạnh Sưởng, em họ xa của Sưởng là Hoài Ngọc, người quận Hà Nội là Hướng Di, Quản Nghĩa Chi, người quận Trần Lưu là Chu An Mục, người quận Lâm Hoài là Lưu Úy, em họ Úy là Khuê Chi, người quận Đông Hoàn là Tang Hi, em họ Hi là Bảo Phù, cháu họ Mục Sanh, Đồng Mậu Tông, người Trần Quận là Chu Đạo Dân, người quận Ngư Dương là Điền Diễn, người nước (quận) Tiếu là Phạm Thanh 27 người.
2. ^  Tống thư quyển 1, Bản kỷ 1 – Vũ đế kỷ thượng: Ngài mệnh bọn Duyện Châu thứ sử Lưu Phiên, em (ngài) là Tịnh Châu thứ sử Đạo Liên, Tư nghị tham quân Lưu Kính Tuyên, Đào Duyên Thọ, Tham quân Lưu Hoài Ngọc, Thận Trọng Đạo, Sách Mạc, cùng ra sức đánh địch. Trời về chiếu, ngài khiển Tư nghị tham quân Đàn Thiều trực xu Lâm Cù. Chiếu soái Kiến uy tướng quân Hướng Di, Tham quân Hồ Phiên đi gấp, hôm ấy hãm thành, chém nha kì của họ, lấy hết truy trọng của giặc Siêu. Siêu nghe Lâm Cù đã bạt, dẫn quân chạy, ngài đích thân đánh trống, giặc bèn đại bôn.
3. ^  Tống thư quyển 1, Bản kỷ 1 – Vũ đế kỷ thượng: Tháng 10, soái thủy quân của bọn Duyện Châu thứ sử Lưu Phiên, Ninh sóc tướng quân Đàn Thiều nam phạt.
4. ^  Tống thư quyển 2, Bản kỷ 2 – Vũ đế kỷ trung: Tháng 2, Lư Tuần đến Phiên Ngu, bị Tôn Quý Cao phá. Thu tàn dư chạy về nam. Lưu Phiên, Mạnh Hoài Ngọc chém Từ Đạo Phúc ở Thủy Hưng.
5. ^  Tống thư quyển 2, Bản kỷ 2 – Vũ đế kỷ trung: Đã biết Nghị không thể ở dưới (mình), rốt cục là dị đoan, (nên) bí mật đồ ông ta. Nghị đến tây, xưng tật đốc, dâng biểu cầu tòng đệ Duyện Châu thứ sử Phiên để làm phó nhị, vờ đồng ý. Tháng 9, Phiên nhập triều, ngài mệnh bắt giữ Phiên cùng Tạ Hỗn, đều tứ tử trong ngục.